# 艾尼·史洛
阿伦德·馬丁·“艾尼”·史洛（荷蘭語：Arend Martijn (Arne) Slot，1978年9月17日—）荷兰前足球运动員，司職中場，現為英超球隊利物浦主教練。被部分媒体视为现役最佳足球教练之一。
2021年，斯洛特成为费耶诺德的主教练。在第一个赛季就率领俱乐部打入了2022年歐洲協會聯賽決賽，并在随后的赛季里为俱乐部赢得了荷甲冠军和荷蘭盃冠軍。
2024年他轉執教利物浦，在執教的首個赛季在幾乎沒有買入新球員的情況下就带领俱乐部夺得英超冠军，成為繼卡洛·安切洛蒂、若泽·穆里尼奥、安東尼奧·孔蒂及曼努埃尔·佩莱格里尼，歷來第5位英超球隊主教練在執教首季成功奪得此榮譽。此外，他亦是首位荷兰籍的英超冠军主教練。

## 荣誉

### 球員生涯
PEC施禾利
- 荷蘭乙組足球聯賽冠軍：2001–02、2011–12

### 教练生涯
飛燕諾
- 荷兰甲組足球聯賽冠軍：2022–23[5]
- 荷蘭盃冠軍：2023–24[6]

 利物浦
- 英格兰足球超级联赛冠军：2024–25

### 個人獎項
- 英格兰足球超级联赛月度最佳主教练：2024年11月

- ：2021–22、2022–23

## 外部連結
- Profile at the Liverpool F.C. website
- 艾尼·史洛－UEFA國際賽競賽紀錄